# Pierydy

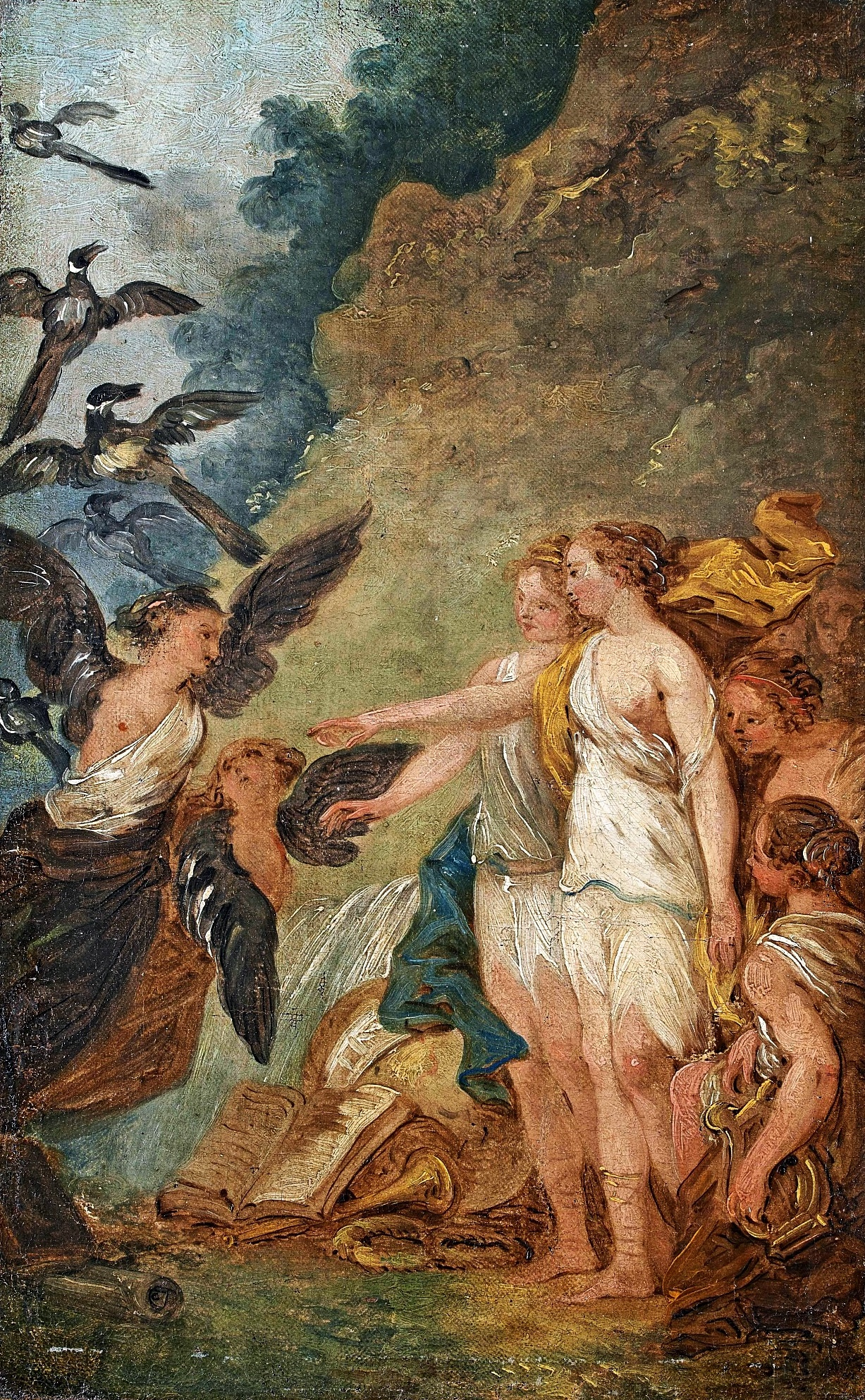
Przemiana Pieryd w sroki autorstwa Jana Piotra Norblina, 1774-1783, Muzeum Narodowe w Warszawie.

Pierydy (gr. Πιερίδες Pierídes, łac. Pierides) – w mitologii greckiej córki króla Pierosa, które nazywały się: Kolymbas, Iynx, Kenchris, Kissa, Chloris, Akalantis, Nessa, Pipo, Drakontis. Współzawodniczyły z muzami w śpiewie, lecz przegrawszy, zostały zamienione do końca życia w sroki lub rozmaite ptaki. Legenda ta znana jest dopiero z czasów hellenistycznych. W tradycji wcześniejszej Pierydy to nazwa muz jako pochodzących z Pierii, pasma górskiego na północ od Olimpu (Hezjod, Teogonia 53); byłoby to miejsce ich narodzin bądź współżycia ich rodziców. 
Według Pauzaniasza miały nadane identyczne imiona jak muzy.